# Собакувек
Собакувек (пол. Sobakówek) — село в Польщі, у гміні Ґошковиці Пйотрковського повіту Лодзинського воєводства.
Населення — 331 особа (2011).
У 1975-1998 роках село належало до Пйотрковського воєводства.

## Демографія
Демографічна структура станом на 31 березня 2011 року:
|          | Загалом | Допрацездатний вік | Працездатний вік | Постпрацездатний вік |
| -------- | ------- | ------------------ | ---------------- | -------------------- |
| Чоловіки | 156     | 39                 | 102              | 15                   |
| Жінки    | 175     | 41                 | 103              | 31                   |
| Разом    | 331     | 80                 | 205              | 46                   |